# Phulbari (Dinajpur)
Phulbari è un sottodistretto (upazila) del Bangladesh situato nel distretto di Dinajpur, divisione di Rangpur. Si estende su una superficie di 229,55 km² e conta una popolazione di  160.250 abitanti (censimento 2011).